# Розсвіт (Комишловський район)
Розсві́т (рос. Рассвет) — селище у складі Комишловського району Свердловської області. Входить до складу Галкинського сільського поселення.
Населення — 32 особи (2010, 108 у 2002).
Національний склад станом на 2002 рік: росіяни — 81 %.